# Rujm al-Hīrī
Rujm al-Hīrī Arabisch رجم الهيري of Gilgal Refaim (van het Hebreeuws גלגל רפאים of Gilgal Refā'īm) is een megalithisch monument in de vorm van een steenkring op de Golanhoogten zo’n 16 km ten oosten van de oostelijke kust van het Meer van Tiberias, te midden van een ruim plateau met honderden dolmens. De bouw ervan vond in verschillende fasen plaats, van de kopertijd rond 3000 v.Chr. of eerder, tot de late Bronstijd. In de nabijheid bevindt zich een nederzetting uit de vroege Bronstijd.
Het complex telt meer dan 42.000 ton aan basaltblokken die in cirkels zijn gerangschikt. In het centrum bevindt zich een lichte heuvel van 5 à 6 meter, waar verschillende lagen steenwallen uit vertrekken. Sommige wallen vormden volledige cirkels, andere onvolledige. De buitenste wal heeft een omtrek van bijna een halve kilometer, en een diameter van meer dan 150 meter. 
Over doel en oorsprong van deze vindplaats doen verschillende hypothesen de ronde. De meest aannemelijke beschouwen het monument als een kalender of een graftombe, of als een cultusplaats.

## Naamherkomst
In het Arabisch is de plaats onder de naam "Rujm al-Hīrī" gekend en dit betekent “hoogte van de wilde kat”. Naar de oorsprong van deze benaming tast men in het duister. 
In het Hebreeuws wordt de plaats "Gilgal Refā'īm", of "Galgal Refā'īm" ("Wiel van Refaim") genoemd, omdat aldus de Tenach het oervolk van Bashan (moderne Golan) een ras van reuzen was. Zij werden Rephaïm genoemd. De term “Gilgal” of “Galgal” betekent “wiel” en slaat op de cirkelvorm van de plaats.

## Vormbeschrijving
Vanwege haar afmetingen en ligging boven op een groot plateau zonder heuvels of bergen kan deze archeologische site enkel vanuit een bovengronds perspectief worden gezien. Sommigen maken de vergelijking met Stonehenge omwille van talloze overeenkomsten. Van bovenaf gezien gaat het om een cirkelvormige rij basaltblokken met daarbinnen kleinere concentrische cirkels, sommige volledig, andere onvolledig. Deze cirkels zijn door kleinere muren verbonden. In het centrum bevindt zich een cairn, een heuvel van 20 meter diameter en van ongeveer 5 meter hoogte. Basaltblokken zijn gemeengoed op de Golanhoogten, die een vulkanisch verleden kennen.
De centrale cairn is samengesteld uit kleinere rotsblokken. Hij staat in verbinding met vier stenen wallen. De eerste daarvan in de vorm van een halve cirkel heeft een diameter van 50 meter en is 1,5 meter breed. Hij is verbonden met een tweede wal die bijna een volledige cirkel vormt van 90 meter diameter. De derde wal vormt een gesloten cirkel van 110 meter middellijn en is 2,6 meter breed. De vierde ten slotte is de grootste en bevindt zich geheel aan de buitenkant, met een middellijn van 150 meter, en hij is 3,2 meter dik.

## Geschiedenis en doel
De archeologische site werd reeds op oude Syrische legerkaarten aangegeven. Wetenschappelijk onderzoek is pas laat in de jaren zestig begonnen, nadat het gebied onder Israëlische controle kwam na de Zesdaagse Oorlog. Na een eerste oppervlakkig onderzoek werd de plaats grotendeels weer verlaten. In de jaren tachtig begonnen de eerste archeologische opgravingen nadat de professoren Moshe Kochavi en Yoni Mizrachi erover publiceerden. De aandacht van wetenschappers en onderzoekers werd nu op deze plaats gevestigd.
De ouderdom en de werking van de elementen hebben ongetwijfeld het aanzien van de site aangetast en maken het er niet gemakkelijker op de oorsprong en bedoeling ervan te achterhalen. Waar alle onderzoekers het echter over eens zijn is dat de plaats ooit in de geschiedenis heeft dienstgedaan als cultusplaats en als verzamelplaats voor stamvergaderingen.
In het centrum, binnen in de cairn, vonden onderzoekers een oude graftombe die gevuld was met juwelen en kostbare voorwerpen. Deze graftombe wordt gedateerd tegen het eind van het 2e millennium v.Chr. De structuur zelf is merkelijk ouder dan de graftombe. De bouwers van het graf zijn dus niet dezelfden als degenen die de oorspronkelijke site hebben gebouwd.

## Voornaamste hypothesen
Begraafplaatsvoor leiders of andere belangrijke personen: Deze hypothese wordt gesteund aan de hand van het graf in de dolmen. Er zijn echter geen menselijke overblijfselen gevonden, enkel maar voorwerpen die het gebruik ervan als tombe doen vermoeden. Alleszins was dit niet de oorspronkelijke functie van de site zelf, aangezien het graf zo’n 1.000 jaar jonger is.
CultusplaatsDeze hypothese wordt door het merendeel van de onderzoekers aangehangen. Men vermoedt dat de site op de langste en op de kortste dag van het jaar werd gebruikt voor ceremonieën. Naar het schijnt zouden in het jaar 3000 v.Chr. op de langste dag (de zomerzonnewende) de eerste zonnestralen door de opening van de noordoostelijke poort hebben geschenen. Deze poort is 20 op 29 meter. Toch zou volgens berekeningen het zonlicht niet onder een volmaakte hoek hebben binnengeschenen. Men neemt aan dat de reden hiervoor zou zijn dat de bouwers van die dagen niet over voldoende nauwkeurige architecturale hulpmiddelen zouden hebben kunnen beschikken. De autochtone bevolking vereerde naar alle waarschijnlijkheid Tammuz en Ishtar, de vruchtbaarheidsgoden die overal in de regio werden vereerd, als dank voor de goede oogst gedurende het jaar.
Nadat de tombe in het centrum was opgericht, werd de doorgang voor het zonlicht geblokkeerd.
KalenderSommigen zijn van mening dat de site als een antieke kalender werd benut. Ofschoon het geheel er zich niet toe leende om een heel precieze datum te bepalen, voldeed het mogelijk wel voor de noden van die tijd. Bij de equinoxen zou het zonlicht tussen twee rotsblokken door schijnen van elk zo’n 2 meter hoogte en 5 meter breedte, die zich aan de oostkant bevinden. Dit gegeven zou toelaten om te weten wanneer de eerste regen zou komen, zodat de juiste tijd voor zaaien en oogsten kon worden bepaald.
Astronomisch observatoriumMogelijk werd deze plaats ook aangewend voor astronomische observatie van de sterrenbeelden. Dit zou dan voor religieus gerichte berekeningen hebben gediend. Onderzoekers ontdekten dat de site op basis van afmetingen en verhoudingen is gebouwd, die ook voor bouwwerken uit andere perioden golden en deels op de positie van sterren steunden. Maar er is geen afdoende uitleg voor de aanwezigheid van de meeste onderdelen van het bouwwerk, zoals de kleinere muren die de cirkels verbinden.
Met de groei en ontwikkeling van de beschaving van degenen die het bouwwerk aanlegden verloor het blijkbaar aan belang en had het nog weinig ander nut dan als militaire observatiepost, veestal of stockeerruimte voor voedsel te worden gebruikt.
Gezien het ‘mysterie’ dat rond de plaats hangt omtrent gebruik en manier van bouwen, en vanwege de overeenkomst met nog meer van dergelijke plaatsen, zoals Stonehenge of andere Europese sites, zijn ook minder voor de hand liggende speculaties ontstaan die onmogelijk wetenschappelijk kunnen worden bewezen:
ReuzenOmdat de Tenach melding maakt van een ras van reuzen dat zich in de streek ophield, geloven sommigen dat het door reuzen is gebouwd en ook voor hen bedoeld was, desnoods als graf. Sommigen geloven zelfs dat het een begraafplaats was voor de Bijbelse Goliath. Anderen menen dat Og, de koning van Bashan daar werd begraven.
AmazonenEen andere opvatting is dat opgejaagde Amazonen de plaats gebruikten om er hun tempelschatten in veiligheid te brengen, toen hun priesteressen werden vervolgd en gedood door aanhangers van het nieuw opkomend geloof in een mannelijke oppergod.
Buitenaardse of bovennatuurlijke machtenTen slotte is er ook een publiek voor de opvatting dat deze site door buitenaardse wezens is gebouwd, of door een soort hogere machten.

## Hedendaags Gilgal Refa'im
De site van Gilgal Refa'im ligt tegenwoordig midden in een Israëlisch militair trainingskamp, maar kan in het weekend vrij worden bezocht, als er geen risico voor militaire acties in het gebied bestaat. New Age bewegingen en natuurgodsdiensten maken van de gelegenheid dan ook dankbaar gebruik om elk jaar op het zomersolstitium en bij de equinoxen ter plaatse te verzamelen om er de eerste zonnestralen tussen de megalieten te zien doordringen